# Rennie (geneesmiddel)
Rennie® is de merknaam van een maagzuurneutraliserend middel van fabrikant Bayer dat in de meeste landen vrij verkrijgbaar is als zelfzorgmedicijn. Het wordt gebruikt bij maag- en darmklachten zoals brandend maagzuur en gasvorming.

## Samenstelling
De werkzame stoffen in Rennie zijn magnesiumcarbonaat en calciumcarbonaat. In anti-reflux-varianten zijn alginaten als werkzame stof toegevoegd. Daarnaast worden diverse hulpstoffen toegepast.

## Werking
Maag- en darmklachten worden veelal veroorzaakt door een teveel aan maagzuur of doordat het maagzuur niet in de maag blijft, maar terugstroomt naar de slokdarm (gastro-oesofageale reflux) of doorstroomt naar de twaalfvingerige darm. Na een zware maaltijd kan er bijvoorbeeld te veel zuur aanwezig zijn, maar ook als het zuur niet in te grote mate aanwezig is kunnen klachten voorkomen, doordat de maag geprikkeld is of de sluitmechanismen van de maag niet goed werken.
Een zuur (dus ook maagzuur) is een stof met vrije waterstofionen. Carbonaten reageren met deze waterstofionen waardoor water en koolstofdioxide worden gevormd:
{\displaystyle {\ce {2^H+ + CO3^2- -> H2O + CO2}}}
Het gevormde water blijft in de maag; het gevormde koolstofdioxide wordt meestal door middel van een boer uit het lichaam verwijderd.

## Niet gebruiken
Rennie kan niet door iedereen zonder problemen worden gebruikt. Mensen met nierproblemen wordt het gebruik afgeraden omdat de ingrediënten nierstenen kunnen veroorzaken. Ook voor mensen met een afwijking aan de schildklier is het gebruik af te raden: het calcium in Rennie remt de opname van het schildklierhormoon levothyroxine. Hierdoor kunnen klachten van hypothyreoïdie ontstaan.
Langdurig en veelvuldig gebruik van Rennie wordt ook afgeraden omdat het metabole alkalose (een stijging van de zuurtegraad van het bloed) kan veroorzaken.
Volgens de officiële bijsluitertekst kan het gebruik van zuurremmers zoals Rennie de symptomen van maagkanker maskeren. Ook dat is een reden om het middel niet langdurig te gebruiken, en bij aanhoudende klachten een arts te raadplegen.

## Vergelijkbare middelen
- Gaviscon duo